# Buchanania engleriana
Buchanania engleriana är en sumakväxtart som beskrevs av Volk.. Buchanania engleriana ingår i släktet Buchanania och familjen sumakväxter. Inga underarter finns listade i Catalogue of Life.